# Савельев, Павел Васильевич
Павел Васильевич Савельев — советский хозяйственный и политический деятель.

## Биография
Родился в 1927 году в селе Фёдоровка. Член КПСС.
Окончил речной техникум, затем Новосибирский институт водного транспорта.
В 1947—1971 гг. — диспетчер Семипалатинского судоремонтного завода, старший инженер дистанции пути в Усть-Каменогорске, начальник строительного участка Верхне-Иртышского речного пароходства, управляющий треста «Семсельстрой-22».
В 1972—1978 гг. — первый секретарь Семипалатинского горкома КП Казахстана.
В 1978—1988 гг. — второй секретарь Семипалатинского обкома КП Казахстана.
Избирался депутатом Верховного Совета Казахской ССР 8-11-го созывов.
Жил в Семее.

## Награды
- Орден Октябрьской Революции
- Орден Трудового Красного Знамени (дважды)